# Hermann Fischer (Politiker, 1862)
Hermann Anton Fischer (* 11. Juli 1862 in Mylau; † 20. Juni 1921 in Gera) war ein deutscher Weber und Politiker (SPD, USPD).

## Leben
Fischer war der Sohn des Webers Friedrich Ehregott Fischer und dessen Ehefrau Wilhelmine Henriette geborene Petzold. Er war evangelisch-lutherischer Konfession und heiratete am 24. August 1884 in Leumnitz die Fabrikarbeiterin Sidonie Hedwig Berger (* 8. Februar 1866 in Söllmnitz; † 19. August 1945 in Gera), die Tochter des Schumachermeisters Friedrich Gustav Bergner in Leumnitz.
Fischer machte eine Lehre als Weber und arbeitete in Mylau im erlernten Beruf. 1888 erwarb er die Bürgerrechte in Gera, wo er ab 1911 als Rohproduktehändler tätig war.

## Politik
Fischer war Mitglied der SPD und 1910 Teilnehmer am Reichsparteitag der Sozialdemokraten. 1917 trat er zur USPD über.
Vom 1. April 1912 bis zu 31. März 1921 war er Mitglied im Gemeinderat der Stadt Gera. Vom 30. April 1912 (als Nachrücker für Louis Fiedler) bis zum 27. November 1913 war er Abgeordneter im Landtag Reuß jüngerer Linie.
Am 2. Februar 1919 wurde er für die USPD in den letzten Landtag Reuß jüngerer Linie gewählt. Als solcher wurde er Mitglied des vereinigten Landtages des Volksstaates Reuß. Am 1. Mai 1920 schlossen sich der Volksstaat Reuß und sechs weitere thüringische Kleinstaaten zum Land Thüringen zusammen. Damit wandelte sich der Reußer Landtag in eine Gebietsvertretung. Auch dieser gehörte er an. Zum 31. März 1921 schied er aufgrund der Verkleinerung der Gebietsvertretung aus.